# Героїчний епос
Героїчний епос (з грец. «епос» — слово або оповідання) — це сукупність творів про бойову, лицарську звитягу, яку оспівували народні співці і яка зображає події минувшини так, як їх трактував народ у період створення цих творів.
- Епос — «Рамаяна», «Іліада» та «Одіссея» Гомера.
- Середньовічний героїчний епос — «Слово о полку Ігоревім», «Пісня про нібелунгів», «Пісня про Роланда», «Пісня про мого Сіда».